# Gliese 849
Gliese 849 este o stea pitică roșie situată la 29 de ani-lumină de Pământ în constelația Vărsătorul.

## Sistem planetar
În august 2006, în sistemul ei a fost descoperită o exoplanetă, Gliese 849 b.
| Planete (în ordine de la stea) | Masa            | Semiaxa mare (UA) | Perioada orbitală (zile) | Excentricitate | Înclinația | Raza |
| ------------------------------ | --------------- | ----------------- | ------------------------ | -------------- | ---------- | ---- |
| b                              | >0.911±0.036 MJ | 2.39±0.082        | 1924±15                  | 0.038±0.019    | —          | —    |
| c                              | >0.944±0.070 MJ | 4.82±0.21         | 5520±390                 | 0.087±0.056    | —          | —    |